# Platynectes beroni
Platynectes beroni är en skalbaggsart som beskrevs av Borislav Guéorguiev 1978. Platynectes beroni ingår i släktet Platynectes och familjen dykare. Inga underarter finns listade i Catalogue of Life.